# Lower Boro
Lower Boro är en ort i Australien. Den ligger i kommunen Goulburn Mulwaree och delstaten New South Wales, i den sydöstra delen av landet, omkring 200 kilometer sydväst om delstatshuvudstaden Sydney. Antalet invånare är 563.
Trakten runt Lower Boro är nära nog obefolkad, med mindre än två invånare per kvadratkilometer.. Lower Boro är det största samhället i trakten.
I omgivningarna runt Lower Boro växer huvudsakligen savannskog. Genomsnittlig årsnederbörd är 1 100 millimeter. Den regnigaste månaden är februari, med i genomsnitt 176 mm nederbörd, och den torraste är juli, med 36 mm nederbörd.